# Mauricio Electorat
Mauricio Electorat (Santiago, 1960) es un escritor y académico chileno.

## Biografía
Hizo sus estudios primarios y secundarios en el Liceo de la Alianza Francesa de Santiago. En 1981, tras cursar dos años de Periodismo y Literatura en la Universidad de Chile, se trasladó a Barcelona, donde se licenció en Filología Hispánica por la Universidad de Barcelona. En 1987 se fue a vivir a París, donde estuvo hasta 2005.
Sus primeros libros publicados fueron poemarios, que aparecieron en Europa, pero ha sido con su narrativa que ha encontrado el éxito. Ya su primera novela, El Paraíso tres veces al día, publicada en 1995, ganó dos importantes galardones chilenos y la segunda, La burla del tiempo, el prestigioso Premio Biblioteca Breve 2004. Esta obra fue seleccionada en la lista de los 100 mejores libros en lengua castellana de los últimos 25 años que en 2007 confeccionaron 81 escritores y críticos latinoamericanos y españoles. También sus otros libros han sido distinguidos, así como las traducciones hechas al francés.Ha traducido a Pierre Drieu La Rochelle, Romain Gary y otros escritores franceses.  
Doctor en Literatura por la Universidad Católica y profesor de la Diego Portales.

## Obras

### Poesía
- 1979: Crónica de Perú, Universidad de Chile
- 1987: Un buey sobre mi lengua, París
- 1989: Fuerte mientre lorando, Barcelona

### Novelas
- 1995: El paraíso tres veces al día, Planeta, Santiago
- 2004: La burla del tiempo, Seix Barral, Barcelona
- 2009: Las islas que van quedando, Alfaguara, Santiago
- 2015: No hay que mirar a los muertos, Tajamar Editores, Santiago
- 2017: Pequeños cementerios bajo la luna, Alfaguara, Santiago, Madrid (2018).

### Cuentos
- 2000: Nunca fui a Tijuana y otros cuentos, Editorial Cuarto Propio; contiene 4 relatos: «La noche a ti debida», «Nunca fui a Tijuana», «Juego de cartas» y «Despedida».
- 2014: Alguien soñará con nosotros, Universidad César Vallejo

En antologías
- 1998: Queso de cabeza y otros cuentos

## Premios
- Por «Juego de cartas»: Finalista en el Concurso de Cuentos Paula 1998.[6]

Por El paraíso tres veces al día
- Premio Mejores Obras Literarias Publicadas 1996 (Consejo Nacional del Libro y la Lectura)[2]

Por Nunca fui a Tijuana y otros cuentos
- Premio Mejores Obras Literarias Publicadas 2001 (Consejo Nacional del Libro y la Lectura)
- Premio Municipal de Literatura de Santiago 2001, categoría cuento

Por La burla del tiempo
- Premio Biblioteca Breve, Barcelona, España, 2004
- Premio Mejores Obras Literarias Publicadas 2005 (Consejo Nacional del Libro y la Lectura)
- Finalista del Premio Altazor 2005
- Prix Rhône Alpes a la mejor novela extranjera de 2006 (por la traducción al francés Sartre et la citroneta)

Por Las islas que van quedando
- Premio Mejores Obras Literarias Editadas 2008, categoría novela (Consejo Nacional del Libro y la Lectura)[7]
- Finalista del Premio Altazor 2010

Por Alguien soñará con nosotros
- Finalista Premio Hispanoamericano de Cuento Gabriel García Márquez, 2015[8]